# Zatonięcie promu Bułgarija

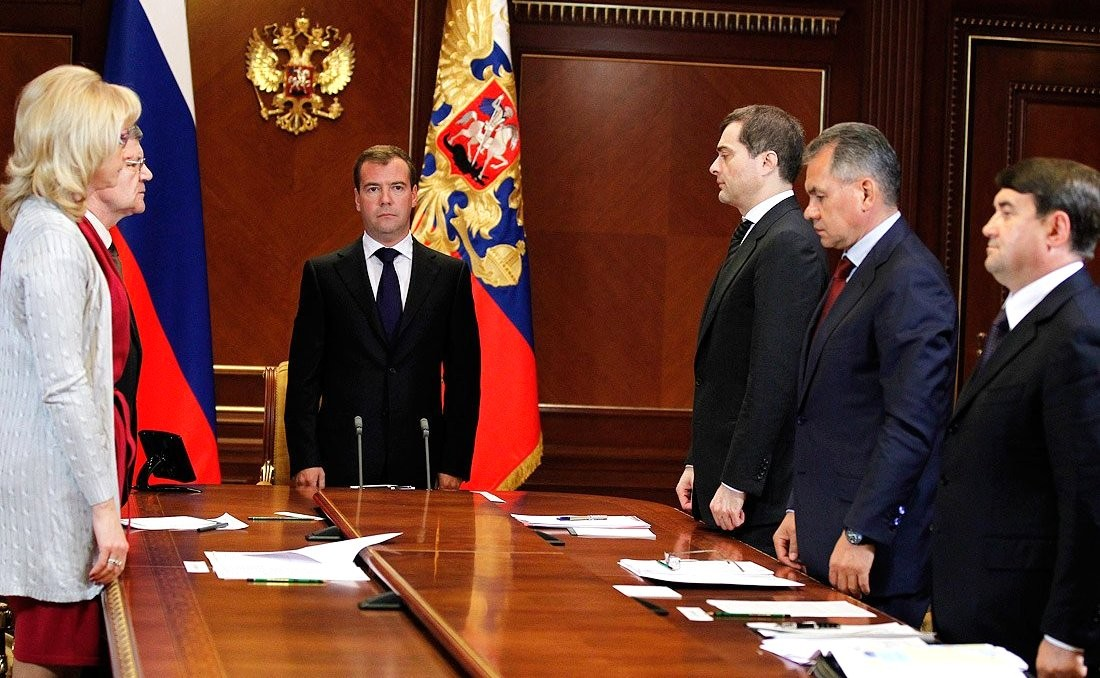
Minuta ciszy na Kremlu dla uczczenia pamięci ofiar katastrofy

Katastrofa promu Bułgarija miała miejsce 10 lipca 2011 na rzece Wołga na wysokości wsi Siukiejewo. W wyniku katastrofy zginęło co najmniej 118, ocalało 79 pasażerów.

## Przebieg wydarzeń
Nie jest pewne co było przyczyną zatonięcia, możliwe jest kilka wariantów, m.in. zatonięcie przez falę. Woda, która wlewając się na pokład zalała kilka pomieszczeń, doprowadziła do destabilizacji jednostki, która zaczęła gwałtownie tonąć. Zginęły 122 osoby (28 dzieci, 72 kobiet i 22 mężczyzn), ocalało 79 dzięki obecności przepływającego obok promu "Arabiełła". We wtorek 12 lipca ratownicy dotarli do sali zabaw, w której znajdowało się około 50 ciał, w większości dzieci, które były tam w chwili katastrofy. 13 lipca opublikowano pierwsze nagrania z zatopionego wraku.

## Ofiary
| Narodowość | Zabici | Ranni |
| ---------- | ------ | ----- |
| Rosja      | 120    | 13    |
| Białoruś   | 2      | 1     |
| Razem      | 122    | 14    |

## Reakcje
Prezydent Tatarstanu Rustam Minnichanow ogłosił, że 12 lipca będzie dniem żałoby. Później prezydent Rosji Dmitrij Miedwiediew ogłosił, że w całej Rosji 12 lipca zostanie ogłoszona żałoba narodowa.
Kondolencje na ręce Władimira Putina przesłał także Donald Tusk.